# Efesos

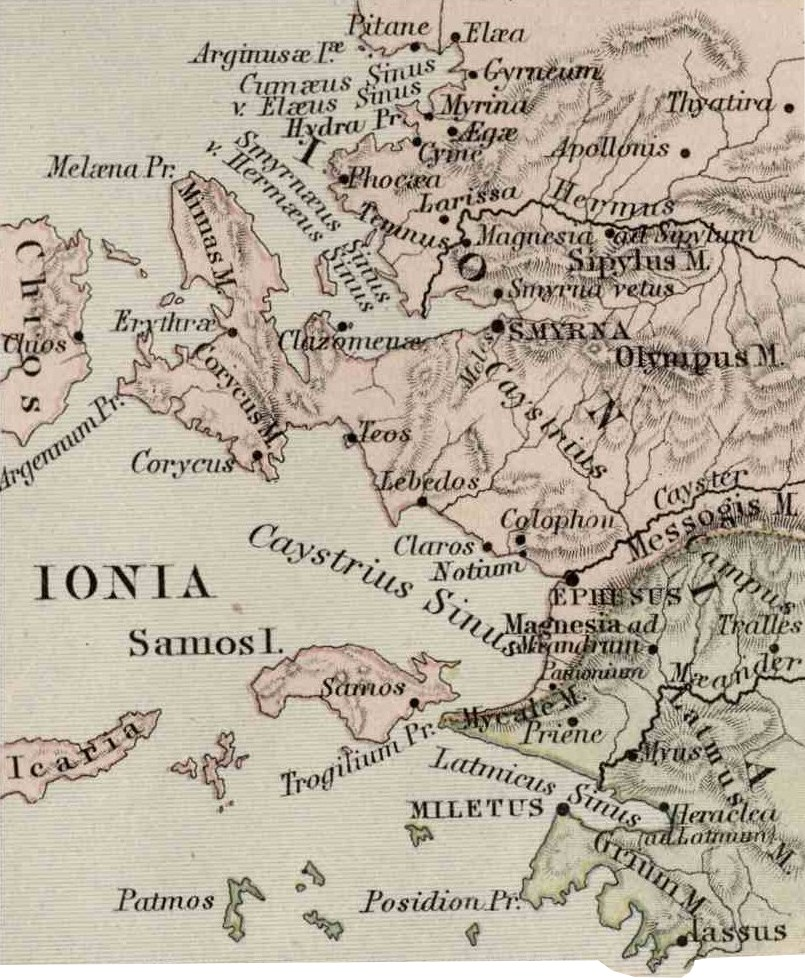
Karta över Jonien med Efesos utmärkt (innerst i viken öster om texten IONIA)

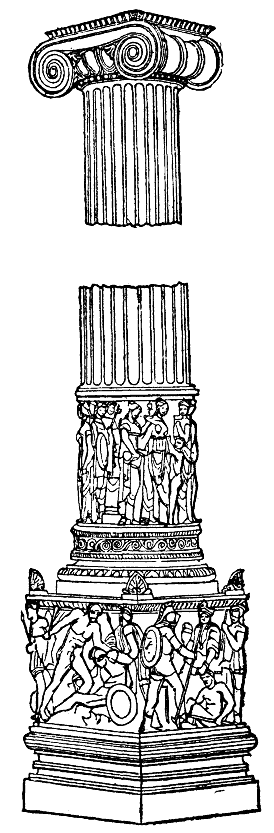
Pelare från Artemision Efesos (Efter J Fergussons rekonstruktionsförslag)

Den antika staden Efesos (latin: Ephesus; grekiska: Ἔφεσος; turkiska: Efes) är en arkeologisk plats i Turkiet cirka 70 km söder om Izmir nära turistorten Kuşadası och berget Mykale.
Det moderna Efesos är en vallfärdsort för framför allt turister, vilka i första hand besöker de antika, arkeologiska ruinerna efter teatern och biblioteket.

## Historia
Efesos var under antiken en viktig hamnstad på Mindre Asiens västkust med omkring 250 000 invånare. Staden hade god åkermark och blev det joniska Greklands ekonomiska centrum och senare en av det romerska imperiets viktigaste metropoler. I staden fanns bland annat ett av världens sju underverk, Artemistemplet. Enligt kristna legender ska jungfru Maria, Jesu moder, ha dött i Efesos dit hon tagit sig tillsammans med aposteln Johannes efter korsfästelsen.

### Efesos under antiken

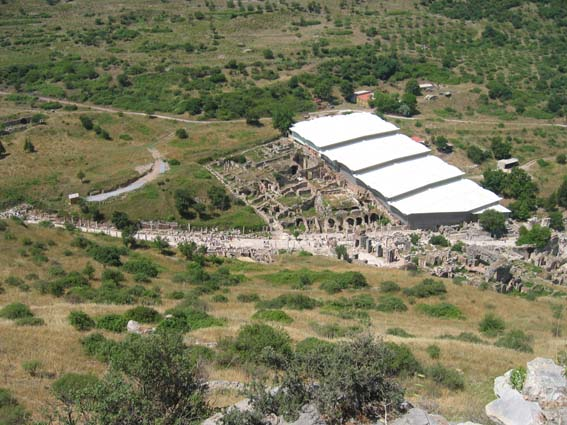
Vy över Efesos

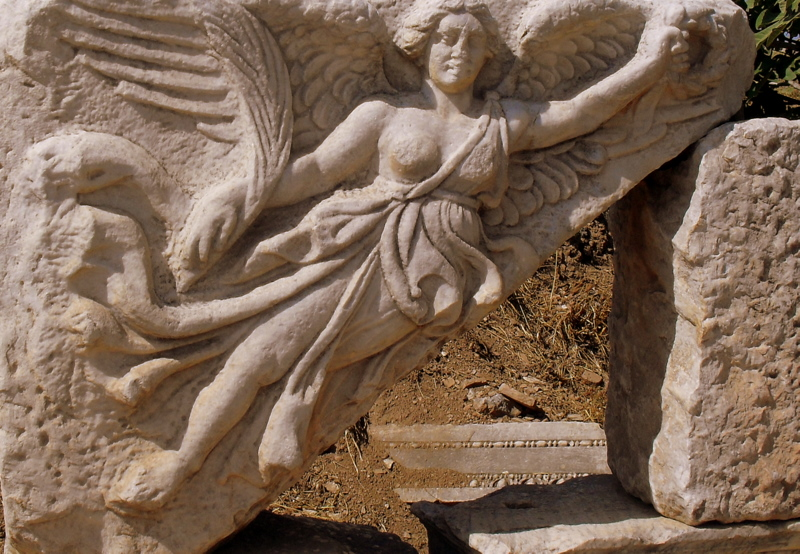
Nike

Under antiken var Efesos en stad som låg vid floden Kaystros mynning (nuvarande Küçük Menderes), men återfinns idag ungefär 10 kilometer från kusten, vid dagens Selçuk. Enligt antika legender grundades staden 1100 f.Kr. av kung Androklos från Aten, men idag tror man att staden var en grekisk koloni från omkring 600 f.Kr. När greker etablerade sig i Efesos mötte de en lokalbefolkning som tillbad en modersgudinna som kallades Kybele. Hon sammansmälte med grekernas egen fruktbarhetsgudinna Artemis och kallades "Artemis från Efesos". Kung Krösus lät förstöra och återuppföra staden omkring 560 f.Kr. Han påbörjade också arbetet med det gigantiska Artemistemplet som stod klart omkring 100 år senare och mätte 55 × 115 m vid basen och kan ha haft så många som 127 kolonner. Templet förstördes första gången 356 f.Kr. av Herostratos men återuppfördes. Det nya templet, även det klart efter 100 år, stod kvar till 263 e.Kr. då invaderande goter förstörde det. Även denna gång återuppfördes det, men vid denna tid hade redan kristendomen fått fotfäste i staden, och när Konstantinopel tagit över användes templets marmor till att bygga katedraler.
Staden utgjorde en del av Romarriket från omkring 133 f.Kr. och växte då i betydelse med sitt strategiska läge som port till Mindre Asien och hamnstad med sjöförbindelser över hela Medelhavet. Förutom för sitt Artemistempel blev det berömt för sitt bibliotek och sin teater - den största i den antika världen med plats för 25 000 åskådare, där kamper med vilda djur utspelades.

### Det kristna Efesos
Efesos som platsen för jungfru Marias himmelsfärd omnämns första gången av påven Celestinus I på 400-talet. År 431 ägde Konciliet i Efesus rum i staden.
Men det var först i och med den tyska nunnan Anna Katharina Emmericks visioner i början av 1800-talet och den följande katolska expeditionen i slutet av 1800-talet som Marias kapell, Panaya Kapula ("Jungfruns port"), upptäcktes av omvärlden. Då hade de lokala ortodoxa kristna firat Marias död och himmelsfärd årligen vid kapellet under lång tid. Det är idag känt som Meryem Ana och en viktig vallfärdsort.
Flera av aposteln Paulus första gärningar utspelar sig också i Efesos och finns omnämnda i Bibeln. Det var av allt att döma Paulus som grundade den kristna församlingen där, som blev den största i Mindre Asien. Paulus besökte Efesos helt kort under sin andra missionsresa (Apg. 18:19–21). Under sin tredje missionsresa var han verksam i Efesos i tre år och i Apg. 20:17–38 återfinns Paulus avskedstal till de äldste i församlingen i Efesos. Paulus var då på väg till Jerusalem där han skulle komma att fängslas för att senare föras till Rom. Därifrån skrev han Efesierbrevet till församlingen.

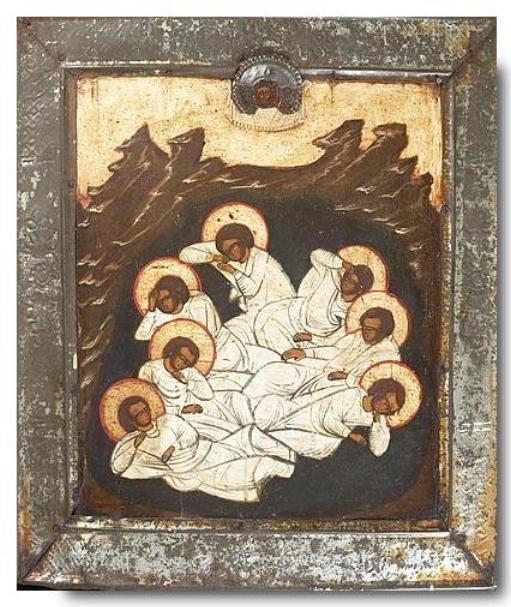
En rysk ikon med de sju sovarna.

Även aposteln Johannes betydelse i staden finns att beskåda i form av Johanneskyrkan som uppfördes på 500-talet. Johannes fortsatte det arbete som Paulus hade lagt grunden till och blev församlingens föreståndare/biskop.
Efesos är platsen för legenden om de sju sovarna, vilken berättar om sju män som vid år 250, för att undkomma kejsar Decius förföljelse av kristna, tog sin tillflykt i en grotta, där de sov i nära 200 år. Därav uttrycket "sjusovare".
Från omkring 500 e.Kr. slammade hamnen i Efesos igen, och stadens ekonomiska betydelse minskade snabbt.

## Etymologi
Namnet Efesos kan möjligen härledas från hettitiskans efe (behålla) och sius (god gudinna); med andra ord gudinnan Artemis-Kybeles tempels stad.[källa behövs]